# Palazzo Falson

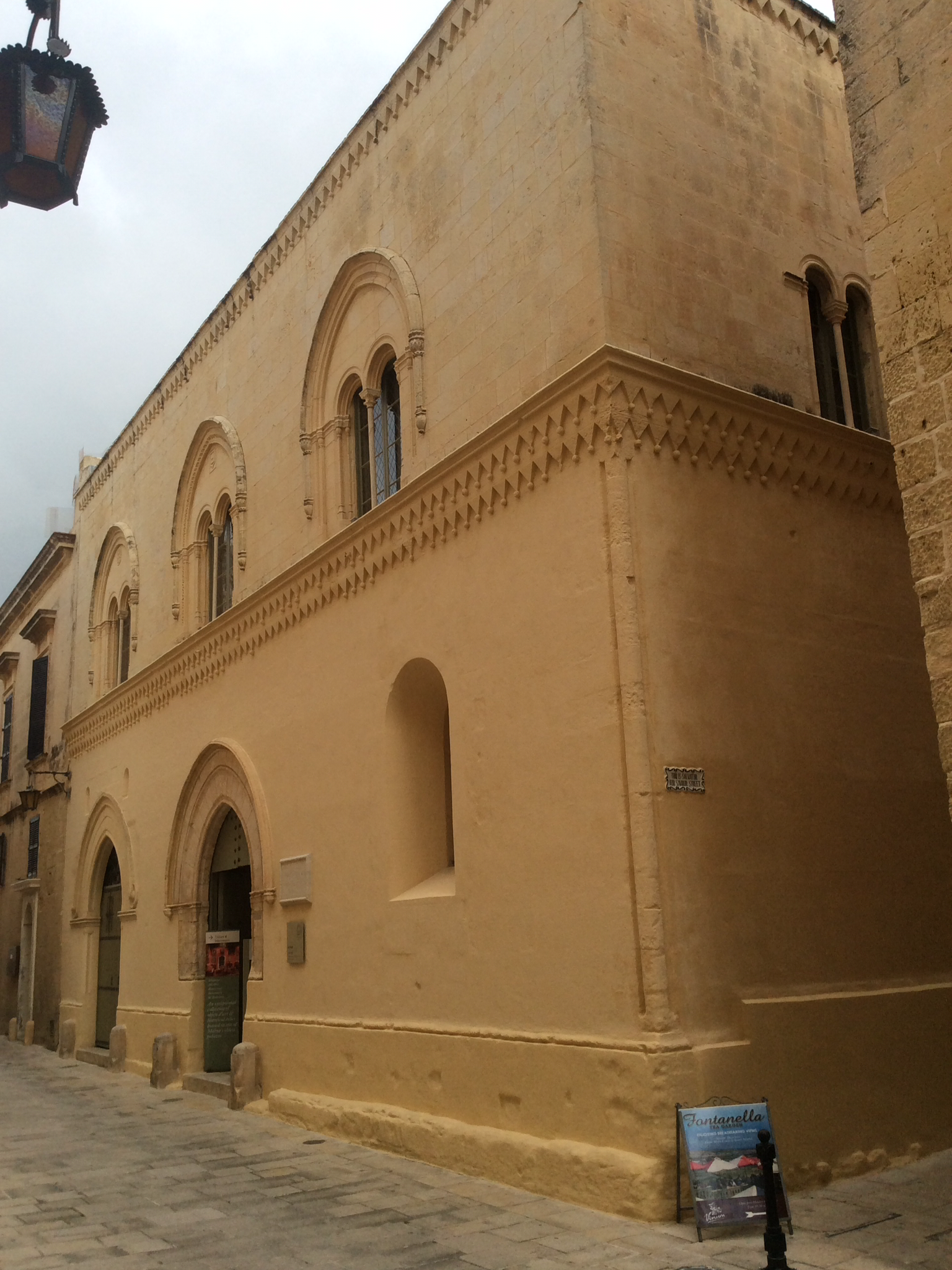
Fassade des Palazzo Falson

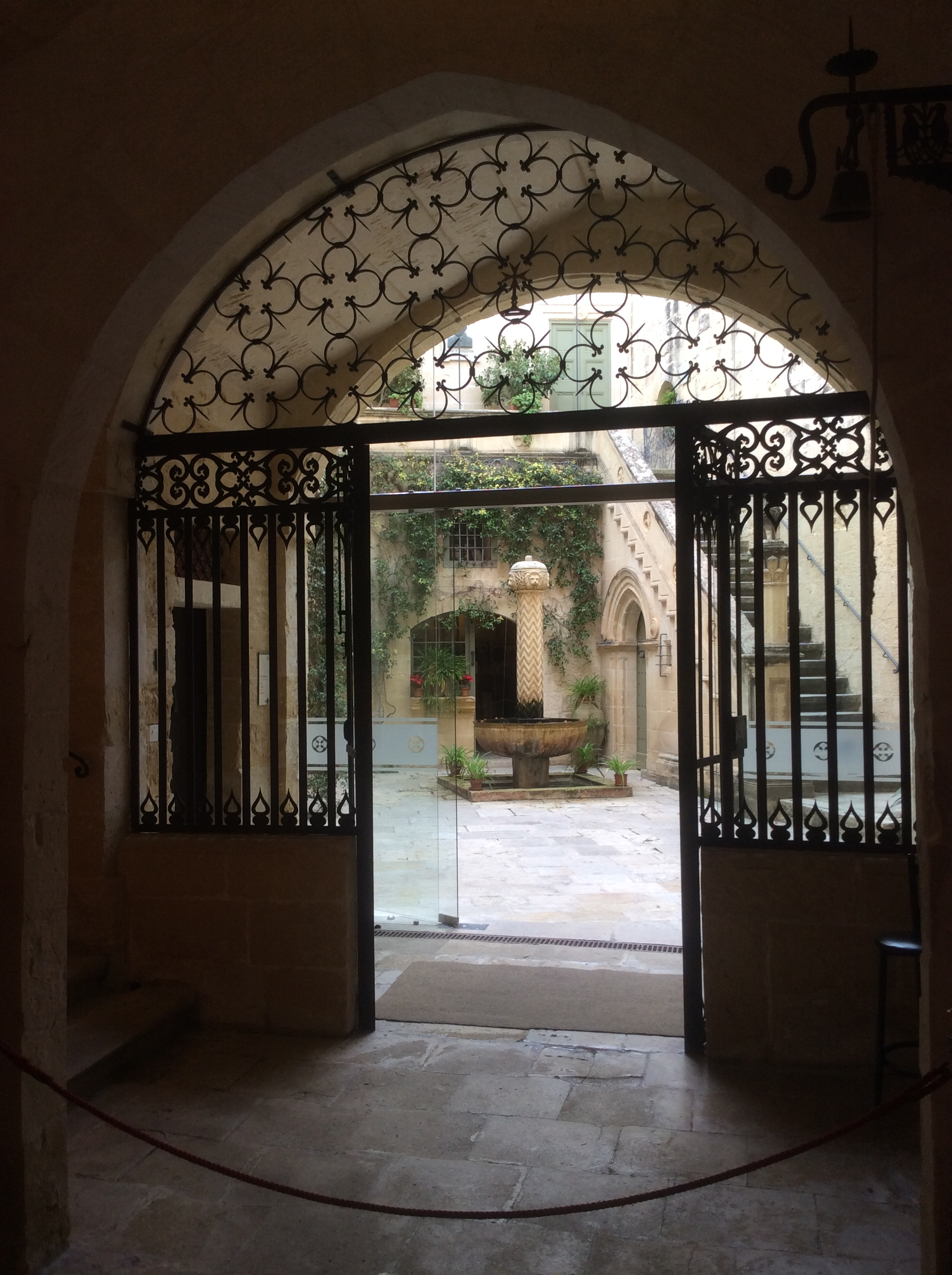
Innenhof des Palazzo Falson

Der Palazzo Falson (maltesisch Palazz Falzon, „Falson-Palast“), auch unter der Bezeichnung Normannenhaus (engl. Norman House) bekannt, ist ein mittelalterliches Gebäude in Mdina auf Malta, das heute ein Museum – das Palazzo Falson Historic House Museum – beherbergt. Der Palast auf der nach Villegaignon benannten Hauptstraße der befestigten Stadt ist das am besten erhaltene mittelalterliche Gebäude in Mdina, der einstigen Hauptstadt von Malta.

## Geschichte
Das Gebäude, das bis ins 13. Jahrhundert zurückreichen soll und einst als das „Normannische Haus“ bekannt war, wurde im sizilianisch-normannischen Stil seiner Epoche errichtet. Im 16. Jahrhundert erbte Vizeadmiral Michele Falson das Anwesen von seinem Cousin Ambrosio de Falsone, dem Vorsitzenden des Stadtrates.
L‘Isle Adam lebte bei seinem ersten Besuch in Mdina einige Tage im Palazzo, er war zudem Wohnsitz des Künstlers Captain Olaf Gollcher (1889–1962). Es wurde von der Fondazzjoni Patrimonju Malti (Maltese Heritage Foundation) aufwendig restauriert. Im Palazzo Falson befindet sich eine Sammlung von antiken Gemälden, Silber, Möbeln, Rüstungen, Büchern und vielen anderen Exponaten. Sein Café auf der Dachterrasse bietet eine herrliche Aussicht über die Insel.
Gebäude und Garten stehen auf der nationalen Liste der Kulturgüter von Malta (National Inventory of the Cultural Property of the Maltese Islands / „Nationales Inventar der Kulturgüter der maltesischen Inseln“).
Adresse: Villegaignon Street (Triq Il Villegaignon), Mdina, MDN 1191 Malta